# Pasaje Seaver
El Pasaje Seaver, en ocasiones mencionado erróneamente como Seeber, fue una calle del barrio de Retiro de la Ciudad de Buenos Aires, de apenas una cuadra de extensión, que cortaba la manzana formada por la Avenida del Libertador y las calles Carlos Pellegrini, Cerrito y Posadas. Desapareció entre 1978 y 1980 con la demolición de la franja urbana en que estaba ubicado producto de la extensión hacia el norte de la Avenida Nueve de Julio. En el lugar donde se encontraba el pasaje se ubica hoy el empalme entre la citada arteria y la Autopista Illia, que cruza la Avenida del Libertador hacia el norte. En su extremo sur el pasaje culminaba en una escalinata que desembocaba en la Plaza Tedín, también desaparecida junto a buena parte del conocido como barrio del Socorro. El pasaje Seaver era también un centro de la vida nocturna de Buenos Aires, donde estaba el famoso Cabaret estilo francés llamado Can Can, aquí actuaban atracciones de renombre como Los hermanos Pimpinela (dúo), Roberto Goyeneche o el actor transformista Jorge Perez Evelyn.

## Historia y características
El nombre de Seaver le fue impuesto al pasaje por una ordenanza de 1893 como homenaje a Benjamín Franklin Seaver, marino estadounidense que combatió a las órdenes de Guillermo Brown y murió en el combate de Martín García, durante la Guerra de la Independencia de la Argentina. Antes de esa fecha, según consta en publicaciones de época, fue denominada Artes Segunda o Segunda Artes. Artes era la denominación de la actual Carlos Pellegrini.

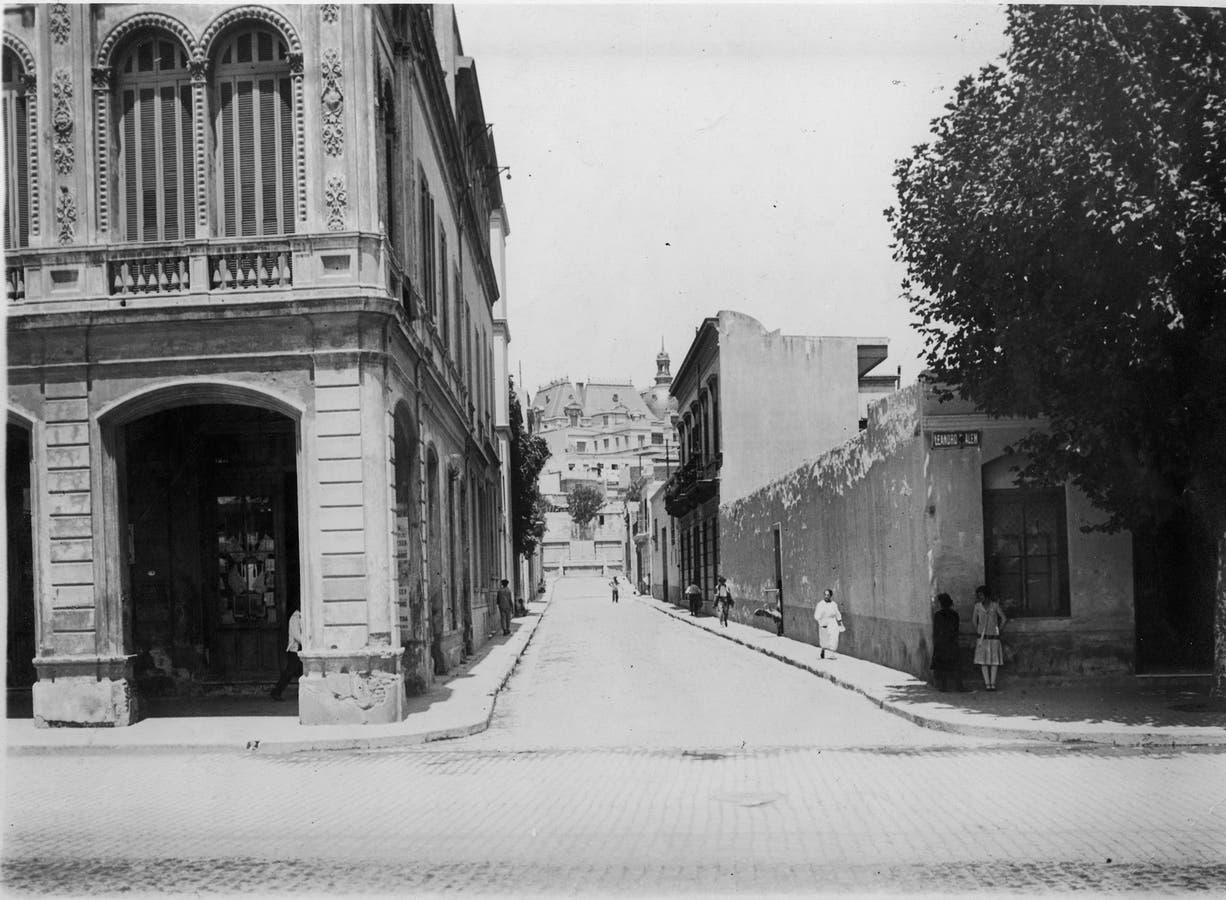
El Pasaje Seaver visto en 1926 desde la Avenida Leandro N. Alem, actual Del Libertador.

El pasaje fue creado cuando la zona del Socorro no había adoptado la fisonomía de grandes residencias y edificios que la caracterizaría más adelante. En un primer momento estuvo poblado por caballerizas y carbonerías, hasta ser transformado por la urbanización del entorno. Los arquitectos del primer cuarto del siglo XX privilegiaron el modelo urbano del quartier parisino, que aprovechó las condiciones topográficas para introducir un factor sorpresa que cortara la monotonía del damero característico de la Buenos Aires colonial con calles sinuosas o con escalinatas, como el caso del Seaver.
Distintas fuentes destacan el particular encanto que presentaba el Pasaje Seaver, idealizándose su parecido con callejuelas del barrio parisino de Montmartre. Según el diario Clarín, "las topadoras lo convirtieron en leyenda". En ocasión de su demolición, el mismo diario caracterizó al Seaver como "un  curioso  microbarrio:  la  mayor  parte,  humildes  trabajadores,  pero  también  artistas,  bohemios y gente atraída por la arquitectura, la atmósfera y la leyenda de ese rincón único". En particular, se menciona el ambiente arrabalero y la característica que daban al pasaje su empedrado, farolas de hierro forjado y las escaleras antes mencionadas que subían desde el final de la calle hasta la Plaza Tedín. El compositor Alberto Ginastera la recuerda como "un rincón precioso de aquella antigua Buenos Aires. [...] Iluminada con la candela amarillenta de sus viejas farolas de hierro".
Pocos días después del 17 de octubre de 1945, evento fundacional del peronismo, se congregaron en un atelier del Pasaje Seaver delegados sindicales para acordar la creación del Partido Laborista, fuerza que llevaría a Juan Domingo Perón como candidato a las elecciones presidenciales del año siguiente. Según algunas fuentes el taller pertenecía al escultor Gonzalo Leguizamón Pondal, mientras que otras mencionan al artista plástico Horacio Rabuffetti.

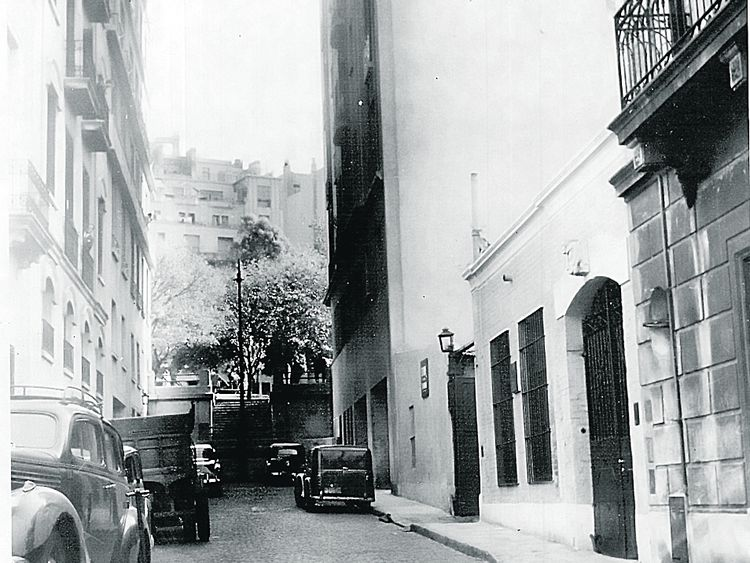
Otra vista del Pasaje Seaver poco tiempo antes de su desaparición.

En el pasaje vivieron o tuvieron sus estudios recordados personajes del ámbito artístico y bohemio porteño, como el ya mencionado Leguizamón Pondal —gracias a cuya intervención recibió los faroles de hierro forjado que lo caracterizaban—, la también escultora Ana Vieyra de Pallavicino, la bailarina rusa Ekaterina de Galanta, la pintora libanesa Bibi Zogbé, el novelista y autor teatral Jorge Masciángioli, el modista Paco Jamandreu, las vedettes May Avril y Xenia Monty, y el poeta Alfredo Martínez Howard, entre otros. Sobre el Seaver estuvo también ubicado por años Amok, un conocido cabaret que posteriormente se denominó Can Can y cobijó los primeros espectáculos con travestis de Buenos Aires. Hacia fines de los años 60 la zona era frecuentada por varios músicos pioneros del rock nacional. Según reseña una publicación del gobierno porteño, "Durante esas noches Tanguito interpretaba sus canciones sentado en las escalinatas del parisino pasaje Seaver".

### Demolición

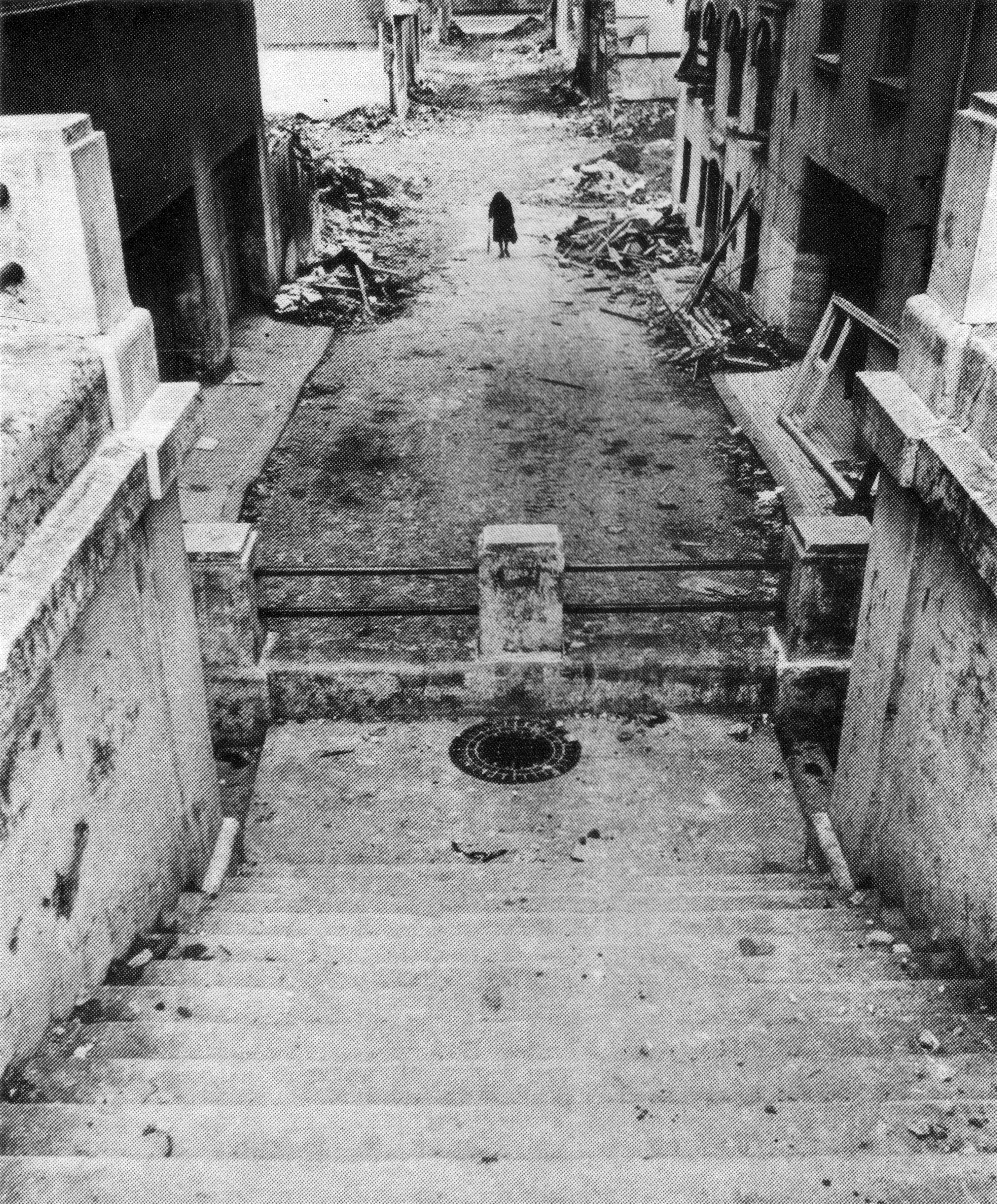
El Pasaje Seaver en proceso de demolición, hacia 1980.

Desde 1912 estaba aprobado el proyecto que suponía la construcción de la actual Avenida Nueve de Julio en la manzana del Pasaje Seaver. La construcción de la arteria, de todos modos, se realizó por etapas a lo largo del siglo XX, inaugurándose el primer tramo recién en 1937.
En 1971, en un artículo dedicado a homenajear el pasaje publicado en la revista Panorama, el periodista Carlos Ulanovsky finalizaba esperanzándose con que "Un aliado de la maravilla de Retiro puede ser la burocracia estatal, un virus que —paradójicamente— puede salvarle la vida a Seaver, cuanto menos, por 15 años más". En 1974 un grupo de vecinos formó la Comisión de Amigos del Pasaje e intentó que el Pasaje Seaver fuera declarado de interés turístico y cultural, pero no logró impedir su demolición.
Los trabajos de demolición comenzaron en los primeros meses de 1978. Pendiente de la construcción de la Autopista Illia, que recién se concretaría en 1995, el lugar quedó convertido en una gran explanada. En diciembre de 1988, sobre los terrenos que había ocupado el Seaver, se realizó un multitudinario festival de rock para festejar los cinco años desde la recuperación democrática, en el que tocaron frente a 150.000 personas Soda Stereo, Luis Alberto Spinetta y Fito Páez, entre otros.

## El Pasaje Seaver en la cultura
La calle aparece mencionada en El túnel de Ernesto Sabato y en La ciudad junto al río inmóvil, de Eduardo Mallea. Fue además usada como escenario en varias películas argentinas, como La niña del gato (1953) de Román Viñoly Barreto, Graciela (1956) de Leopoldo Torre Nilsson, El rufián (1961) de Daniel Tinayre, Los hampones (1961) de Román Viñoly Barreto, Bettina (1965) de Rubén W. Cavallotti, Psique y sexo (1965) de Manuel Antín, Mosaico (1970) con Federico Luppi, Así es Buenos Aires (1971) con Hugo Marcel y Soledad Silveyra, Mi novia el... (1975) protagonizada por Alberto Olmedo y Susana Giménez, Las turistas quieren guerra (1977) con Olmedo y Jorge Porcel, y Brigada en acción (1977) de Palito Ortega con Carlos Balá. A su vez, la homenajean el poema homónimo de Rafael Vásquez y el tango del mismo nombre del compositor Juan María Solare. Además de las cartas de Ginastera anteriormente citadas, Juan José Sebreli y Félix Luna apelan al Pasaje Seaver con nostalgia, mientras que la historietista y escritora Maitena Burundarena lo evoca en su novela Rumble:

Cruzando la calle frente a la placita baja una escalera de mármol a un pasaje con mala fama que sale a la recova del bajo. Para atravesarlo hay que caminar sobre adoquines desparejos y zigzaguear entre los autos llenos de gatos. Es un callejón con las puertas medio escondidas y los farolitos rotos. Desde el balcón de la escalera frente a la placita, al atardecer, se ve como un túnel que se pierde en la oscuridad. La única luz que hay es la del farolito rojo del Can Can, un cabaret que a veces se la olvida prendida tres días seguidos.
Maitena Burundarena, Rumble 

Ante la inminencia de la demolición, el Museo Sívori convocó a un concurso de pintura para plasmar en distintas obras el paisaje del Seaver y su entorno. Entre esos trabajos se cuenta la serie Demoliciones de Sofía Sabsay, artista dedicada especialmente a los procesos de transformación urbana, en que retrata la mutación del barrio donde tenía su taller por ese entonces.